# 羅密歐島
羅密歐島（英語：Romeo Island）是南極洲的島嶼，位於格林尼治島北面，屬於南設得蘭群島的一部分，長1.35公里、寬0.47公里，面積0.44平方公里，處於杜夫角東北面9.45公里、塔布勒島西南面6.7公里、斯托克島西北面4.05公里和翁格利島西北面5.3公里。

## 外部連結
- SCAR Composite Antarctic Gazetteer（页面存档备份，存于）.

62°22′34.7″S 59°55′30.6″W / 62.376306°S 59.925167°W